# Götz T. Wiese

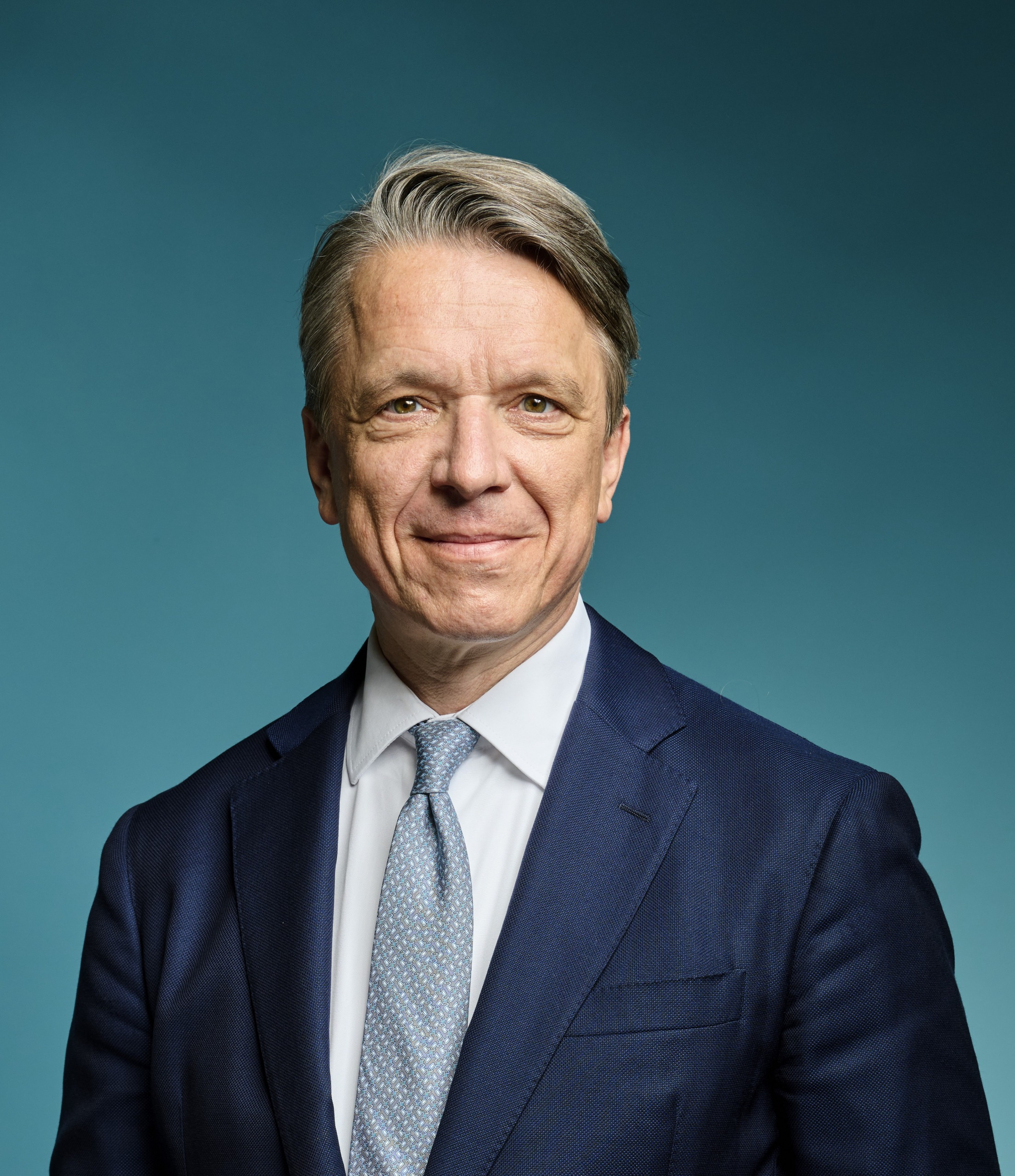
Götz T. Wiese (2024)

Götz Tobias Wiese (* 3. Februar 1966 in Hamburg) ist ein deutscher Rechtswissenschaftler, Hochschullehrer und Politiker (CDU). Er ist Mitglied der Hamburgischen Bürgerschaft.

## Leben
Im Anschluss an das Abitur 1985 absolvierte Götz Wiese die Reserveoffiziersausbildung (1985–1987) im Panzeraufklärungsbataillon 3 in Lüneburg und ist seitdem Hauptmann der Reserve. Er studierte Rechtswissenschaften (1987–1991) in Heidelberg und Freiburg im Breisgau und lernte Verfassungsrecht bei Ernst-Wolfgang Böckenförde, Ernst Benda und Konrad Hesse. 1992 beendete er sein Studium mit dem Ersten Juristischen Staatsexamen in München. Im Anschluss arbeitete er als Trainee und als Referent des Vorstandsvorsitzenden in der Holsten-Brauerei, in einer Sozietät in Chicago und begann seine Dissertation auf dem Gebiet der Ökonomische Analyse des Rechts zum Umweltrecht. Das Referendariat (1994–1996) schloss er am Hanseatischen Oberlandesgericht nach Stationen unter anderem bei der Jungheinrich AG mit dem Zweiten Juristischen Staatsexamen ab. 1996 wurde er von der Juristischen Fakultät der Universität Hamburg promoviert mit seiner Dissertation Umweltwahrscheinlichkeitshaftung: Konzept für Kausalität und Zurechnung im Umwelthaftungsrecht.
Nach der Bestellung zum Rechtsanwalt 1996 wurde Wiese im Jahr 2000 auch als Steuerberater und als Fachanwalt für Steuerrecht zugelassen. Von 1997 bis 2000 war Wiese bei Clifford Chance in Frankfurt tätig. Von 2001 bis 2016 arbeitete er bei Latham & Watkins, leitete dort die Steuerabteilung in Deutschland und war von 2008 bis 2012 Managing Partner des Hamburger Büros der Sozietät. 2016 machte er sich mit der Neugründung der Sozietät Wiese Lukas, die auf Unternehmensrecht und Steuern spezialisiert ist, selbstständig.
Wiese lehrt Steuerrecht an der Bucerius Law School in Hamburg und wurde 2016 zum Honorarprofessor ernannt. Er ist Mitgründer des Hamburger Forums für Unternehmensteuerrecht und seit 2010 geschäftsführendes Vorstandsmitglied des Vereins. Im Jahr 2024 nahm er am Global Executive Leadership Program an der School of Management der Yale University teil, deren Alumnus er ist.
Wiese ist evangelisch und war zehn Jahre lang im Kirchengemeinderat und Vorstand des Fördervereins von St. Johannis in Eppendorf tätig. Er ist Mitglied bei den Johannitern. Seit 2008 ist Wiese Mitglied im Vorstand des Fördervereins des Bucerius Kunst Forum, er war zudem Mitglied im Kuratorium des Internationalen Mendelssohn Festivals in Hamburg. Er ist Mitglied im Kuratorium des Übersee-Clubs in Hamburg und zudem Mitglied der Deutschen Gesellschaft für Auswärtige Politik (DGAP), der Deutsch-Israelischen Gesellschaft und der Atlantik-Brücke in Berlin.

## Politik
Wiese trat 2017 in die CDU Hamburg ein. Er ist seit 2018 Landesvorsitzender der Mittelstands- und Wirtschaftsunion der CDU (MIT) und seit 2019 Mitglied im Landesvorstand der CDU Hamburg. Innerhalb der Hamburger CDU gilt der sich kontinuierlich in den Medien präsentierende politische Seiteneinsteiger Götz Wiese schnell „als geeigneter Kandidat [...], um die CDU [...] zu besseren Ergebnissen zu führen“.
Bei der Bürgerschaftswahl in Hamburg 2020 wurde er von seiner Partei auf Landeslistenplatz 53 gesetzt und errang über ein Direktmandat aus dem Wahlkreises Eppendorf – Winterhude einen Sitz in der  Hamburgischen Bürgerschaft.
In der 22. Wahlperiode (2020–2025) war Wiese Fachsprecher der CDU-Bürgerschaftsfraktion für Wirtschaft, Innovation und Medien. Ein Schwerpunkt seiner politischen Arbeit sind der Mittelstand und der Hamburger Hafen. Unter anderem stellte er sich zuletzt gegen den Verkauf einer Beteiligung am Terminalbetreiber HHLA an MSC, forderte, die Transaktion neu auszuschreiben und legte Beschwerde bei der EU-Kommission ein. Er forderte den schnellen Bau der neuen Köhlbrandbrücke und sprach sich dafür aus, den Hamburger Hafen mit Blick auf die Konkurrenz in Nordeuropa, in der Ostsee und im Mittelmeer neu auszurichten. Für die CDU Hamburg legte er einen 11-Punkte-Plan für Hamburgs Wirtschaft vor. – Zudem war er Sprecher der CDU-Fraktion im Parlamentarischen Untersuchungsausschuss zur Cum-Ex-Steuergeldaffäre und erarbeitete ein Konzept zur Reform des öffentlich-rechtlichen Rundfunks.
2024 gründete Wiese mit Unternehmerinnen und Wissenschaftlern die überparteiliche Initiative „Hamburg vor zur Welt“. Die Initiative mahnt mehr Investitionen in die langfristige Entwicklung der Freien und Hansestadt Hamburg an, mehr Studienplätze in Zukunftstechnologien und mehr Wertschöpfung in der Metropolregion.
Zur Bürgerschaftswahl in Hamburg 2025 positionierte ihn seine Partei auf Landeslistenplatz 22 und er wurde erneut als Direktabgeordneter des Wahlkreises Eppendorf – Winterhude in das Landesparlament gewählt. In der 23. Wahlperiode ist Wiese Obmann der CDU-Fraktion für Wirtschaft, Arbeit und Innovation. Er formulierte insbesondere unter dem Titel "Fortschritt und Innovation 'Made in Norddeutschland'" einen Antrag zur Gründung eines Clusters für Sicherheits- und Verteidigungsindustrie in der Metropolregion Hamburg und äußerte sich weiterhin zur Modernisierung des Hamburger Hafens.
Am 1. Juli 2025 verkündete er, zum 31. August 2025 sein Bürgerschaftsmandat niederzulegen,  warb aber weiter für die parlamentarische Demokratie und eine liberale Stadtgesellschaft. Nachrückerin für seinen Sitz in der Bürgerschaft ist die Juristin Antonia Goldner.

## Schriften (Auswahl)
- Unternehmensnachfolge. Steuerliche und rechtliche Gestaltung (Hrsg.). Köln 2021, ISBN 978-3-504-25083-6.
- Das Internationale Steuerrecht im Spannungsfeld zwischen Welthandel, Nationalstaat und Demokratie. Antrittsvorlesung an der Bucerius Law School am 23. Januar 2018. Hamburg 2018, ISBN 978-3-947664-00-9.
- Private Equity: Einfluss der Besteuerung auf Investition und Finanzierung; ertragsteuerliche Rahmenbedingungen für Fonds in der Rechtsform von Personengesellschaften sowie deren Investoren und Sponsoren, Institut für Ausländisches und Internationales Finanz- und Steuerwesen, Hamburg 2013.
- Unternehmenspraxis. Rechtliche und steuerliche Kernfragen für Berater und Unternehmer. Herne/Berlin 1999, ISBN 3-482-51221-3.
- Umweltwahrscheinlichkeitshaftung. Konzept für Kausalität und Zurechnung im Umwelthaftungsrecht. Wiesbaden 1997, ISBN 3-8244-6520-5.